# Пива
Пива — річка в Чорногорії і Боснії та Герцеговині.
Річка бере свій початок на схилі гори Синяць. Протікає в Чорногорії, потім — в Боснії та Герцеговині, де, зливаючись з річкою Тара, утворює річку Дрина. Велика частина течії річки проходить в глибокому каньйоні. Довжина річки становить 34 км. Водозбірний басейн охоплює 1270 квадратних кілометрів. На річці побудована ГЕС — гребля Мратиньє. Пива не судноплавна річка.